# Cantone di Volonne
Il Cantone di Volonne è una divisione amministrativa soppressa dell'arrondissement di Forcalquier.
A seguito della riforma approvata con decreto del 24 febbraio 2014, che ha avuto attuazione dopo le elezioni dipartimentali del 2015, dall'aprile 2015 è stato diviso tra il Cantone di Château-Arnoux-Saint-Auban e il Cantone di Sisteron.

## Composizione
Comprendeva 9 comuni:
- Aubignosc (poi nel Cantone di Château-Arnoux-Saint-Auban)
- Château-Arnoux-Saint-Auban (poi nel Cantone di Château-Arnoux-Saint-Auban)
- Châteauneuf-Val-Saint-Donat (poi nel Cantone di Château-Arnoux-Saint-Auban)
- L'Escale (poi nel Cantone di Château-Arnoux-Saint-Auban)
- Montfort (poi nel Cantone di Château-Arnoux-Saint-Auban)
- Peipin (poi nel Cantone di Sisteron)
- Salignac (poi nel Cantone di Sisteron)
- Sourribes (poi nel Cantone di Sisteron)
- Volonne (poi nel Cantone di Château-Arnoux-Saint-Auban)